# Unnan
Unnan (雲南市, Unnan-shi) és una ciutat i municipi de la prefectura de Shimane, a la regió de Chūgoku, Japó.
El nom de la ciutat, Unnan, pot ser traduït al català com a "Sud d'Izumo", fent referència a l'antiga província d'Izumo a la qual pertanyia el territori de l'actual municipi abans de la restauració Meiji.

## Geografia
La ciutat d'Unnan es troba localitzada a la part oriental de la prefectura de Shimane. El terme municipal d'Unnan limita amb els d'Izumo i Matsue al nord; amb Yasugi a l'est; amb Oku-Izumo al sud i amb Iinan a l'oest.

### Barris
Els antics municipis integrats a la ciutat d'Unnan formen hui els seus sis barris.
- Kamo (加茂町)
- Daitō (大東町)
- Kisuki (木次町)
- Mitoya (三刀屋町)
- Kakeya (掛合町)
- Yoshida (吉田村)

## Història
Des d'èpoques antigues fins a la restauració Meiji, el territori que avui és el municipi d'Unnan va formar part de l'antiga província d'Izumi. L'actual ciutat d'Unnan es va crear l'1 de novembre de 2004 fruit de la fusió de les viles de Daitō, Kamo i Kisuki pertanyent a l'antic districte d'Ōhara i de les viles de Mitoya i Kakeya i el poble de Yoshida, tots ells pertanyents al districte d'Iishi.

## Administració

### Alcaldes
- Yūichi Hayami (2004-2020)
- Hitoshi Hara (2020-2020)
- Atsushi Ishitobi (2021-present)

## Transport

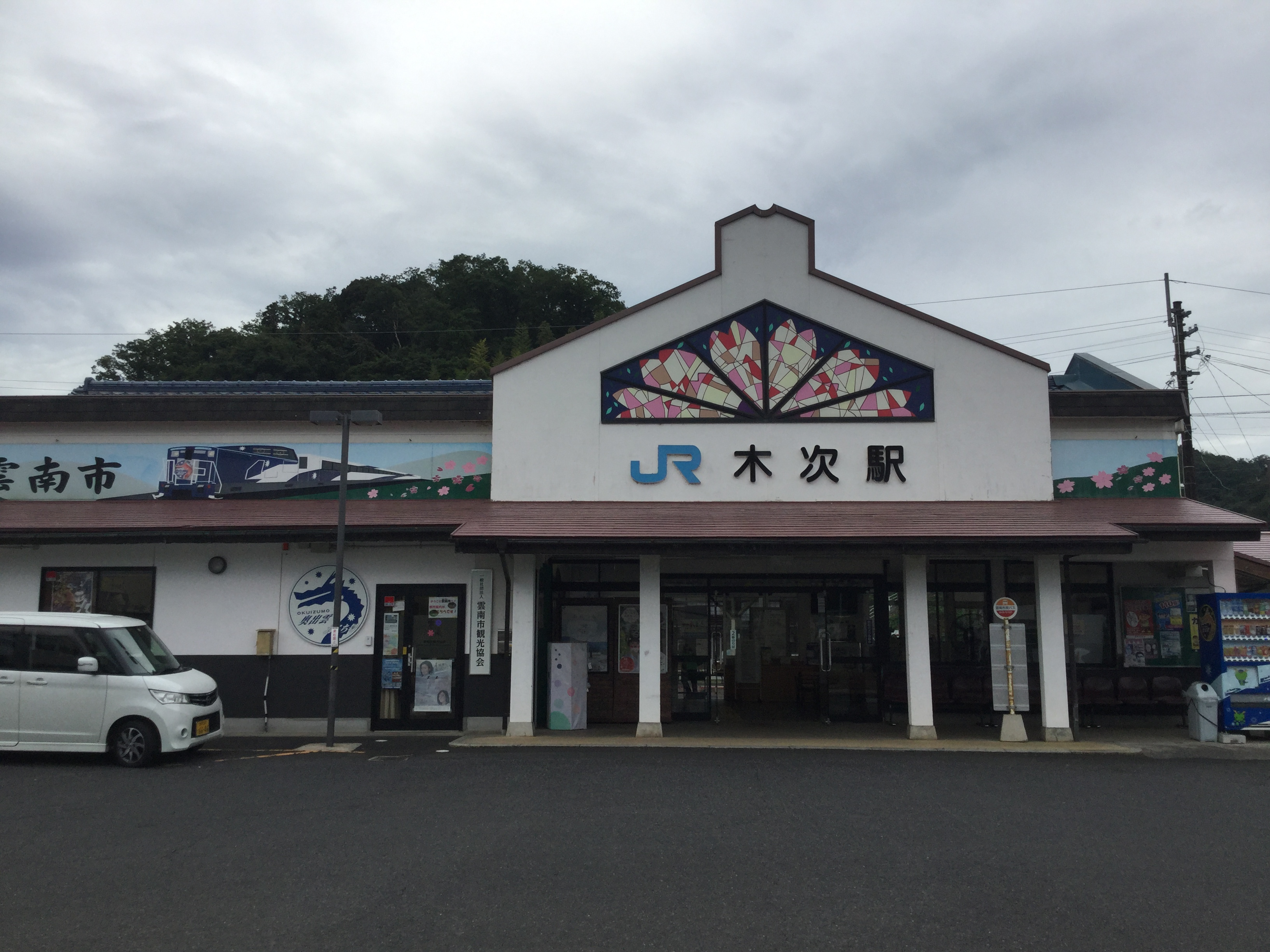
Estació de Kisuki

### Ferrocarril
- Companyia de Ferrocarrils del Japó Occidental (JR West)
  - Kamo-Naka - Hataya - Izumo-Daitō - Minami-Daitō - Kisuki - Hinobori - Shimo-Kuno

### Carretera
- Autopista de Matsue
- Nacional 54 - Nacional 314
- Xarxa de vies prefecturals de Shimane

## Agermanaments
- Richmond, Indiana, EUA.